# Interstate 83
L'Interstate 83 (I-83) est une autoroute située au Maryland et en Pennsylvanie dans l'Est des États-Unis. Son terminus sud se situe dans la ville de Baltimore, Maryland alors que son terminus nord se trouve à la jonction avec l'I-81 près d'Harrisburg, Pennsylvanie.
La majeure partie de la route au sud de Lemoyne, Pennsylvanie est un remplacement direct de la US 111, une ancienne route collectrice de la US 11.

## Description du tracé
|       | mi    | km     |
| ----- | ----- | ------ |
| MD    | 34,50 | 55,52  |
| PA    | 50,53 | 81,32  |
| Total | 85,03 | 136,84 |

### Maryland

#### Jones Falls Expressway
La Jones Falls Expressway (JFX) est une autoroute de 10,2 miles (16,4 km) qui porte l'I-83 de son terminus sud jusqu'aux banlieues nord de Baltimore. Son terminus sud se trouve à l'intersection avec Fayette Street et son terminus nord se situe au niveau de la MD 25, tout juste au nord de la Baltimore Beltway (I-695).

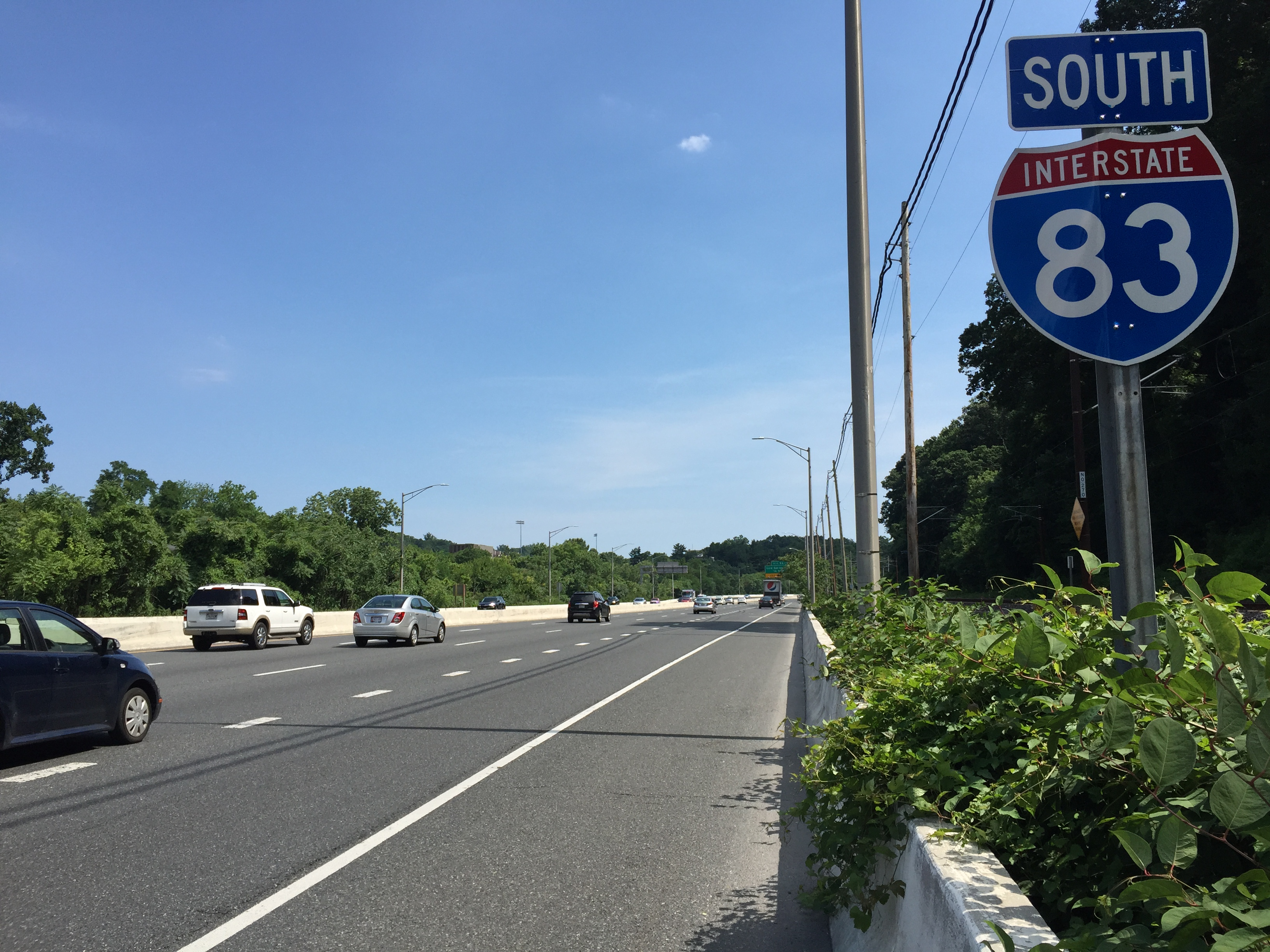
I-83 sud après avoir croisé l'I-695 à Baltimore

L'autoroute débute à une intersection à niveau avec Fayette Street et President Street, au centre-ville. L'autoroute se dirige vers le nord de la ville en passant par le centre-ville et des quartiers résidentiels au nord de celui-ci.
L'autoroute atteint la Baltimore Beltway (I-695), ce qui marque la fin de la JFX. À cet endroit, l'I-83 forme un court multiplex avec l'I-695. L'I-83 et l'I-695 se séparent au terminus sud de la Baltimore-Harrisburg Expressway.

#### Baltimore-Harrisburg Expressway
Après s'être séparée de l'I-695, l'I-83 est connue comme la Baltimore-Harrisburg Expressway. La route débute à la jonction avec l'I-695 et se dirige au nord en longeant la MD 45. Le tracé est celui de l'ancienne US 111. Passant à l'ouest de Timonium et de Cockeysville, l'I-83 quitte les banlieues de Baltimore et entre dans le comté rural de Baltimore au nord de Hunt Valley. L'I-83 et la MD 45 continuent de se suivre dans le comté.
La seule ville d'importance rencontrée sur ce tronçon est Monkton, laquelle est atteinte via la MD 137. L'autoroute traversera éventuellement la ligne Mason–Dixon pour entrer dans le comté de York, en Pennsylvanie, à environ 25 miles (40 km) au nord de Baltimore

### Pennsylvanie

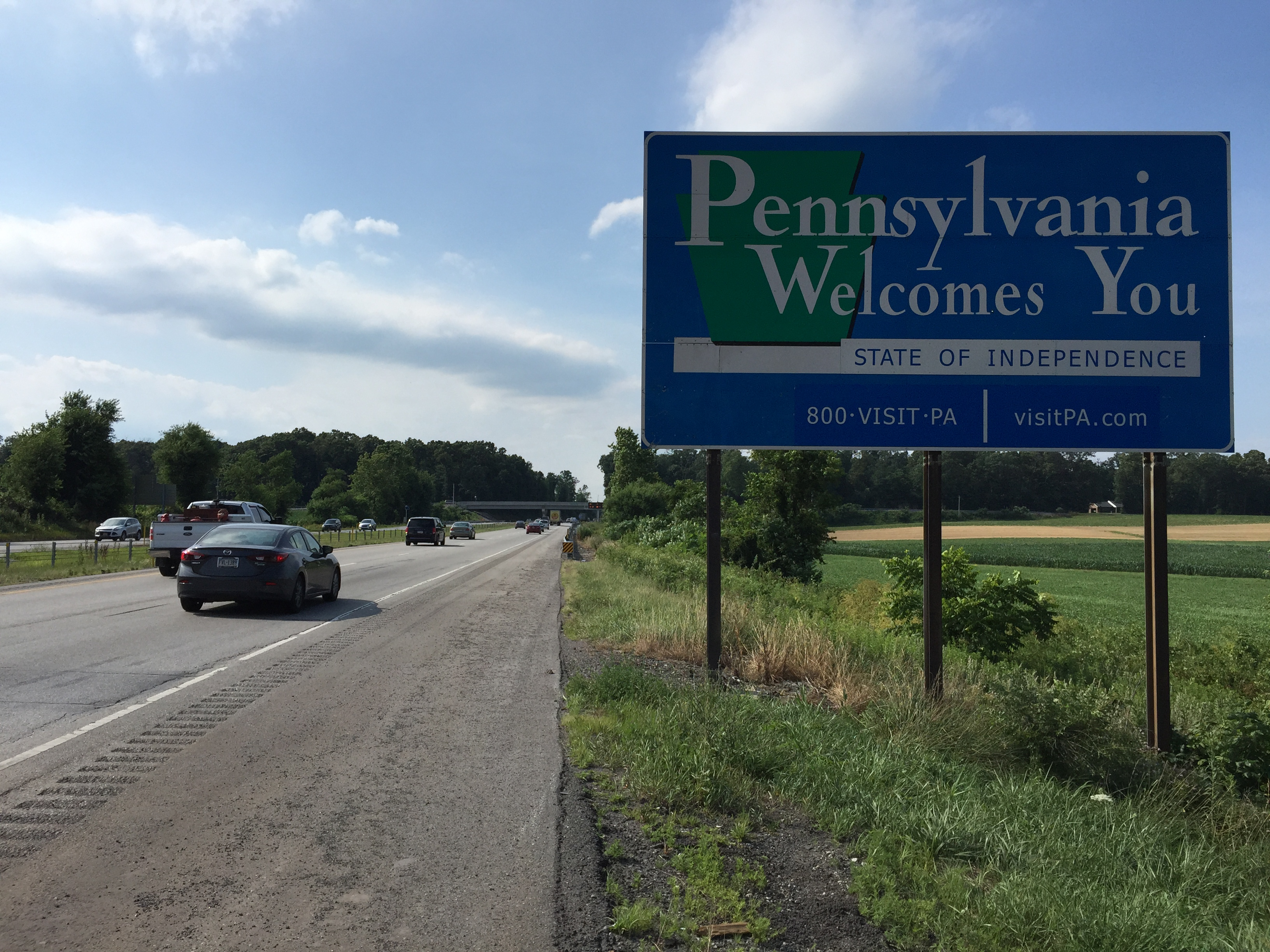
I-83 nord entrant en Pennsylvanie depuis le Maryland

À travers la Pennsylvanie, l'I-83 est nommée la Veterans of Foreign Wars of the United States Memorial Highway. L'I-83 entre en Pennsylvanie en traversant la ligne Mason–Dixon et se dirigeant vers York. La route contourne les municipalités de Loganville et de Jacobus avant d'entrer dans la ville de York. L'I-83 se dirige au nord-est de la ville et reprend son alignement vers le nord. Elle traverse une région rurale avant d'arriver dans la région d'Harrisburg. Au sud d'Harrisburg, l'I-83 rencontre l'I-76 / Pennsylvania Turnpike. Elle atteint Lemoyne où elle se dirige vers l'est sur la Capital Beltway (PA 583) afin de traverser le fleuve Susquehanna.
Après avoir passé au sud du centre-ville d'Harrisburg, l'autoroute croise l'I-283 et la US 322. L'I-83 bifurque au nord pour les derniers miles de son trajet. L'I-83 passe à l'est d'Harrisburg pour atteindre son terminus nord à la jonction avec l'I-81.

## Liste des sorties

### Maryland
| Interstate 83                             |                   |       |       |        |                                                                       |                                                                                 |
| Comté                                     | Municipalité      | mi    | km    | Sortie | Intersections / Destinations                                          | Notes                                                                           |
| City de Baltimore                         | City de Baltimore | 0,00  | 0,00  |        | President Street / Fayette Street est                                 | Intersection à niveau                                                           |
| City de Baltimore                         | City de Baltimore | 0,00  | 0,00  | 1      | Fayette Street ouest                                                  | Sortie direction sud seulement                                                  |
| City de Baltimore                         | City de Baltimore |       |       |        | Gay Street                                                            | Entrée direction nord seulement                                                 |
| City de Baltimore                         | City de Baltimore | 0,30  | 0,48  | —      | Pleasant Street                                                       | Sortie direction sud seulement                                                  |
| City de Baltimore                         | City de Baltimore | 0,90  | 1,45  | 3      | Chase Street                                                          | Sortie direction nord seulement                                                 |
| City de Baltimore                         | City de Baltimore | 0,90  | 1,45  | 3      | Guilford Avenue                                                       | Sortie direction sud, entrée direction nord                                     |
| City de Baltimore                         | City de Baltimore | 1,29  | 2,08  | 4      | MD 2 (en) sud (St. Paul Street)                                       | Sortie et entrée direction sud seulement                                        |
| City de Baltimore                         | City de Baltimore | 1,51  | 2,43  | 5      | Maryland Avenue                                                       | Sortie direction sud, entrée direction nord                                     |
| City de Baltimore                         | City de Baltimore | 1,85  | 2,98  | 6      | US 1 / US 40 Truck (North Avenue) / Mount Royal Avenue – Williamsport | Pas d'entrée depuis US 1 sud vers I-83 sud                                      |
| City de Baltimore                         | City de Baltimore | 2,42  | 3,89  | 7      | 28th Street / Druid Park Lake Drive                                   | Indiqué sortie 7A (Druid Park Lake Drive) et 7B (28th Street) en direction nord |
| City de Baltimore                         | City de Baltimore | 3,02  | 4,86  | 8      | MD 25 (en) nord (Falls Road)                                          | Sortie direction nord, entrée direction sud                                     |
| City de Baltimore                         | City de Baltimore | 4,74  | 7,63  | 9      | Cold Spring Lane                                                      | Indiqué sortie 9A (est) et 9B (ouest) en direction nord                         |
| City de Baltimore                         | City de Baltimore | 5,86  | 9,43  | 10     | Northern Parkway                                                      | Indiqué sortie 10A (est) et 10B (ouest) en direction nord                       |
| Baltimore                                 | Ruxton            | 8,97  | 14,44 | 12     | Ruxton Road vers MD 133 (en) (Old Court Road)                         | Sortie direction nord, entrée direction sud                                     |
| Baltimore                                 | Brooklandville    | 9,74  | 15,68 | 23B    | MD 25 (en) (Falls Road)                                               | Pas d'entrée en direction nord; numéro de sortie de l'I-695                     |
| Baltimore                                 | Brooklandville    | 9,74  | 15,68 | —      | I-695 ouest – Pikesville, Washington                                  | Terminus sud du multiplex avec I-695; sortie 23A-B de l'I-695                   |
| Baltimore                                 | Lutherville       | 11,26 | 18,12 | —      | I-695 est – Towson, New York                                          | Terminus nord du multiplex avec I-695; sortie 24 de l'I-695                     |
| Baltimore                                 | Timonium          | 12,59 | 20,26 | 16     | Timonium Road                                                         | Indiqué sortie 16A (est) et 16B (ouest) en direction nord                       |
| Baltimore                                 | Timonium          | 14,02 | 22,56 | 17     | Padonia Road                                                          |                                                                                 |
| Baltimore                                 | Cockeysville      | 15,44 | 24,85 | 18     | Warren Road – Cockeysville                                            | Sortie direction nord, entrée direction sud                                     |
| Baltimore                                 | Cockeysville      | 17,18 | 27,65 | 20     | Shawan Road – Cockeysville                                            | Indiqué sortie 20A (est) et 20B (ouest)                                         |
| Baltimore                                 | Sparks            | 20,97 | 33,75 | 24     | Belfast Road – Butler, Sparks                                         |                                                                                 |
| Baltimore                                 | Hereford          | 24,26 | 39,04 | 27     | MD 137 (en) (Mt. Carmel Road) – Hereford                              |                                                                                 |
| Baltimore                                 | Parkton           | 27,61 | 44,43 | 31     | Middletown Road – Parkton                                             |                                                                                 |
| Baltimore                                 | Parkton           | 29,63 | 47,68 | 33     | MD 45 (en) – Parkton                                                  |                                                                                 |
| Baltimore                                 | Maryland Line     | 33,22 | 53,46 | 36     | MD 439 (en) – Maryland Line, Bel Air                                  |                                                                                 |
| Baltimore                                 | Maryland Line     | 34,35 | 55,28 | 37     | Freeland Road                                                         | Sortie direction sud, entrée direction nord                                     |
| Ligne Mason-Dixon                         | Ligne Mason-Dixon | 34,50 | 55,52 |        | I-83 nord – York, Harrisburg                                          | Continue en Pennsylvanie                                                        |
| - Terminus de multiplex - Accès incomplet |                   |       |       |        |                                                                       |                                                                                 |

### Pennsylvanie
| Interstate 83                                     |                         |       |       |                                                  |                                                                                             | |
| Comté                                             | Municipalité            | mi    | km    | Sortie                                           | Intersections / Destinations                                                                | Notes |
| Ligne Mason-Dixon                                 | Ligne Mason-Dixon       | 0,00  | 0,00  |                                                  | I-83 sud – Baltimore                                                                        | Continue au Maryland |
| York                                              | Shrewsbury Township     | 3,53  | 5,68  | 4                                                | PA 851 (en) – Shrewsbury                                                                    | |
| York                                              | Springfield Township    | 7,53  | 12,12 | 8                                                | PA 216 (en) – Glen Rock                                                                     | |
| York                                              | Springfield Township    | 10,34 | 16,64 | 10                                               | Vers PA 214 (en) – Loganville                                                               | |
| York                                              | Spring Garden Township  | 13,66 | 21,98 | 14                                               | PA 182 (en) – Leader Heights                                                                | |
| York                                              | Spring Garden Township  | 14,23 | 22,90 | 15                                               | I-83BL nord (South George Street)                                                           | |
| York                                              | Spring Garden Township  | 15,50 | 24,94 | 16                                               | PA 74 (en) (Queen Street)                                                                   | Indiqué sortie 16A (sud) et 16B (nord) |
| York                                              | Spring Garden Township  | 17,60 | 28,32 | 18                                               | PA 124 (en) (Mount Rose Avenue)                                                             | Indiqué sortie 18A (est) et 18B (ouest) en direction sud                                                                                                 |
| York                                              | Springettsbury Township | 18,75 | 30,17 | 19                                               | PA 462 (en) (Market Street)                                                                 | Indiqué sortie 19A (est) et 19B (ouest) en direction sud                                                                                                 |
| York                                              | Manchester Township     | 21,07 | 33,91 | 21                                               | US 30 (Arsenal Road) – Lancaster, Gettysburg                                                | Indiqué sortie 21A (est) et 21B (ouest) en direction nord; pas d'accès depuis I-83 sud vers US 30 ouest ni depuis US 30 est vers I-83 nord               |
| York                                              | Manchester Township     | 21,65 | 34,84 | 22                                               | I-83BL sud / PA 181 (en) (North George Street) vers US 30 ouest                             | I-83 BL et US 30 indiqués en direction sud |
| York                                              | Manchester Township     | 23,72 | 38,17 | 24                                               | PA 238 (en) – Emigsville                                                                    | |
| York                                              | Manchester Township     | 28,15 | 45,31 | 28                                               | PA 297 (en) – Zions View, Strinestown                                                       | |
| York                                              | Newberry Township       | 31,93 | 51,39 | 32                                               | PA 382 (en) – Newberrytown                                                                  | |
| York                                              | Newberry Township       | 33,37 | 53,71 | 33                                               | PA 392 (en) – Yocumtown                                                                     | |
| York                                              | Fairview Township       | 33,87 | 54,52 | 34                                               | Valley Green                                                                                | Sortie et entrée direction nord seulement |
| York                                              | Fairview Township       | 34,99 | 56,31 | 35                                               | PA 177 (en) – Lewisberry                                                                    | |
| York                                              | Fairview Township       | 35,90 | 57,78 | 36                                               | PA 262 (en) – Fishing Creek                                                                 | |
| York                                              | Fairview Township       | 37,89 | 60,98 | 38                                               | Reesers Summit                                                                              | |
| York                                              | Fairview Township       | 38,78 | 62,40 | 39A                                              | PA 114 (en) (Lewisberry Road)                                                               | |
| York                                              | Fairview Township       | 39,06 | 62,85 | 39B                                              | I-76 Toll / Penna Turnpike – Philadelphie, Pittsburgh                                       | Sortie 242 de l'I-76 |
| York                                              | Fairview Township       | 39,25 | 63,16 | 40A                                              | Limekiln Road                                                                               | |
| Cumberland                                        | Lower Allen Township    | 40,50 | 65,18 | 40B                                              | New Cumberland                                                                              | |
| Cumberland                                        | Lemoyne                 | 41,19 | 66,29 | 41B                                              | Lemoyne                                                                                     | Sortie direction nord, entrée direction sud |
| Cumberland                                        | Lemoyne                 | 41,19 | 66,29 | 41A                                              | PA 581 (en) ouest vers I-81 sud – Camp Hill, Gettysburg                                     | Terminus sud du multiplex avec Capital Beltway; I-81 indiqué en direction nord, Gettysburg indiqué en direction sud                                      |
| Cumberland                                        | Lemoyne                 | 41,44 | 66,69 | 41B                                              | Lemoyne                                                                                     | Sortie direction sud, entrée direction nord |
| Dauphin                                           | Harrisburg              | 42,01 | 67,60 | Pont John Harris au-dessus du fleuve Susquehanna | Pont John Harris au-dessus du fleuve Susquehanna                                            | Pont John Harris au-dessus du fleuve Susquehanna |
| Dauphin                                           | Harrisburg              | 42,67 | 68,67 | 43                                               | Second Street – Capitole                                                                    | |
| Dauphin                                           | Harrisburg              | 43,15 | 69,44 | 44A                                              | Vers PA 230 (en) / 13th Street                                                              | |
| Dauphin                                           | Harrisburg              | 43,45 | 69,93 | 44B                                              | 17th Street                                                                                 | Indication direction sud |
| Dauphin                                           | Harrisburg              | 43,65 | 70,25 | 44B                                              | 19th Street                                                                                 | Indication direction nord |
| Dauphin                                           | Harrisburg              | 44,66 | 71,87 | 45                                               | Paxton Street / Bass Pro Drive                                                              | Bass Pro Drive indiqué direction sud seulement |
| Dauphin                                           | Swatara Township        | 45,93 | 73,91 | 46A                                              | I-283 sud vers I-76 Toll / Penna Turnpike – Aéroport international de Harrisburg, Lancaster | Sortie 3A-B de l'I-283 |
| Dauphin                                           | Swatara Township        | 46,85 | 75,40 | 46B                                              | US 322 est / Eisenhower Boulevard – Hershey                                                 | Terminus sud du multiplex avec US 322; indiqué sortie 47 en direction sud                                                                                |
| Dauphin                                           | Lower Paxton Township   | 47,94 | 77,15 | 48                                               | Union Deposit Road                                                                          | |
| Dauphin                                           | Lower Paxton Township   | 49,22 | 79,21 | 50                                               | US 22 (Jonestown Road)                                                                      | |
| Dauphin                                           | Lower Paxton Township   | 50,69 | 81,57 | 51                                               | I-81 / US 322 ouest vers I-78 – Carlisle, State College, Hazleton, Allentown                | Terminus nord du multiplex avec Capital Beltway / US 322; indiqué sortie 51A (I‑81 sud / US 322 ouest) et 51B (I-81 nord vers I-78); sortie 70 de l'I-81 |
| - Terminus de multiplex - Péage - Accès incomplet |                         |       |       |                                                  |                                                                                             | |

## Autoroutes reliées

### Pennsylvanie
- Interstate 283